# Brahmaea rufescens
Brahmaea rufescens är en fjärilsart som beskrevs av Butler 1880. Brahmaea rufescens ingår i släktet Brahmaea och familjen Brahmaeidae. Inga underarter finns listade i Catalogue of Life.